# Мирко Сељан
Мирко Сељан (Карловац 5. април 1871. — Перу 1913) је био геометар, истраживач и атлетичар.
Године 1898. у Петрограду победио је у трци на 12 врста (12.810,6 метара) у времену од 60 минута. Проглашен је светским прваком у брзом и устрајаном ходању, после завршетка спортског путовања пешице од Петрограда до Париза у држини од 2.760 километара у времену од 13. јула — 10. децембра 1898.
Мирко и његов млађи брат Стево кренули су 12. јануара 1899. на пут око света. За Мирка тај пут је трајао 15 година и 5 месеци. Са својом експедицијом нестао је у прашуми Перуа.
Браћа Сељан објављивали су на разним језицима моге путописне цртице и неколико већих списа а међу њима и El Salto de Guayra. Збирке предмета материјалне културе домородаца у Етиопији и Јужној Америци поклонили су Етнографском музеју у Загребу.